# Pierre Belain d'Esnambuc
Pierre Belain d'Esnambuc (Allouville-Bellefosse, marzo 1585 – Saint Kitts, dicembre 1636) è stato un avventuriero, pirata e mercante francese.

## Biografia

### Origini e giovinezza
Era il terzo figlio di Nicolas Blain, signore di Quenouville ed Esnambuc, e della di lui consorte Peronne. Fu battezzato nel marzo 1585 nella chiesa di San Quintino ad Allouville-Bellefosse (Normandia). Egli aveva un fratello maggiore, Francis de Quenouville, e due sorelle, Adriana e Caterina. La famiglia si era fortemente indebitata a causa delle guerre del XVI secolo e perciò nel 1599 fu costretta a vendere per 1950 livre la signoria di Esnambuc, eredità di Pierre. Come nobile senza terra egli vide il suo futuro sul mare e divenne filibustiere nei Caraibi. 
Il 24 febbraio 1603 fu uno dei 20 uomini, che con il piccolo veliero Le Petit Argus (45 tonnellate) salparono da Le Havre dirigendosi verso i Caraibi, dove fioriva la filibusta e il commercio di contrabbando con i coloni spagnoli e i nativi americani e promettevano la ricchezza. Diciassette anni dopo, il 21 gennaio 1620 Belain era capitano del Marquise (80 tonnellate) con una lettera di corsa per le "coste della Guinea e del Brasile e altri luoghi" e un equipaggio ai suoi ordini di sessanta uomini. Belain si era fatto imprestare 400 livre al 50 % d'interesse, per pagare i costi delle armi del suo equipaggio; probabilmente la sua attività era assai lucrativa.

### St. Kitts

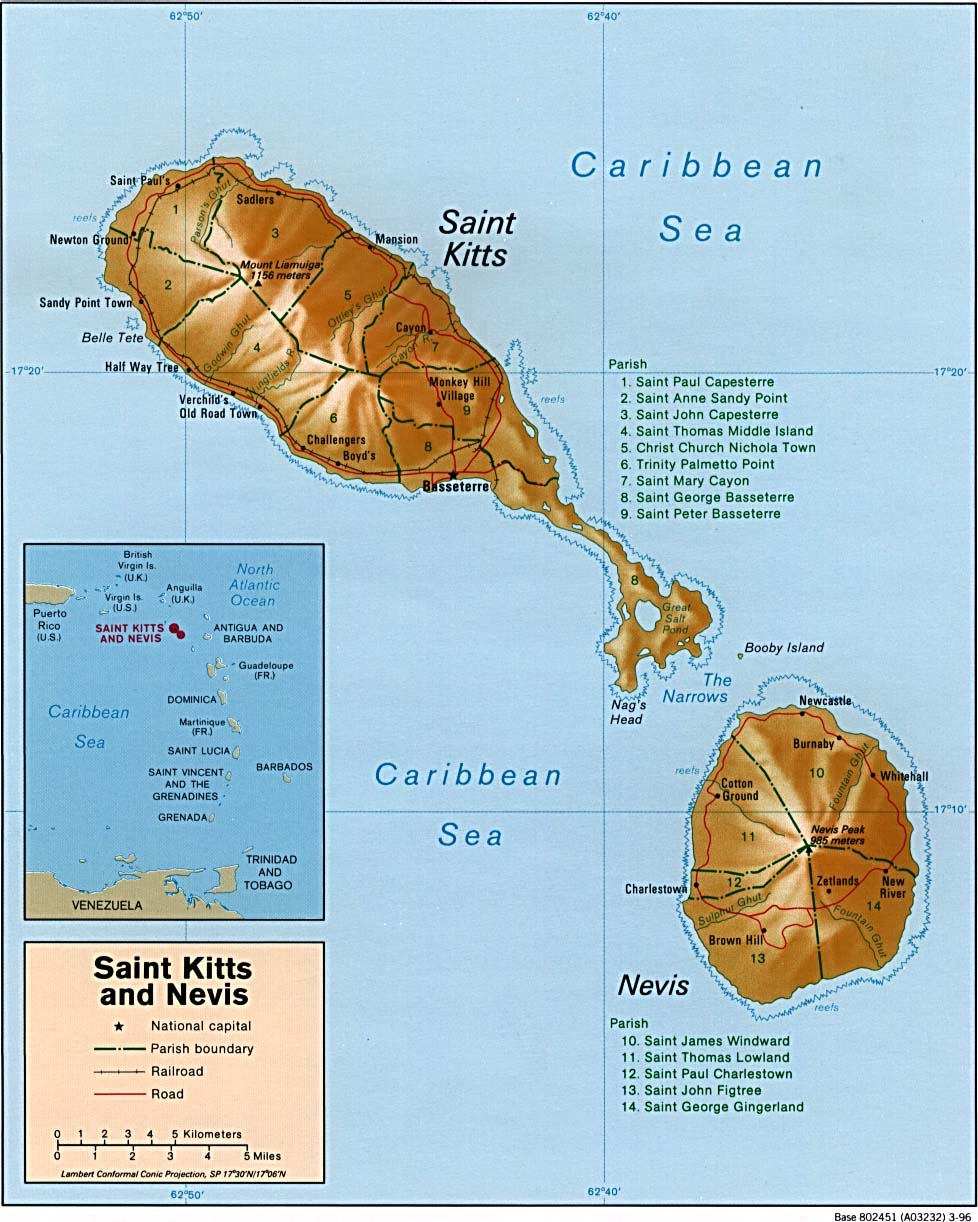
Le isole di St-Kitts e Nevis

Nel 1625 egli era socio e vicecomandante del corsaro normanno Urbano di Roissey, Signore di Chardonville. Entrambe facevano la posta ai galeoni spagnoli. Belain veleggiava con il Brigantino Espérance dalla baia di Dieppe verso St. Kitts nella zona sud di Cuba. Qui attaccò un galeone spagnolo di 400 tonnellate, armato di 35 cannoni, sebbene lui ne avesse solo quattro e 35 uomini di equipaggio. La battaglia durò tre ore e non vi fu un vincitore, ma Belain dovette trovare un ancoraggio sicuro per poter riparare i suoi danni. Egli veleggiò sulla rada di Basseterre, presso l'isola di St. Kitts (allora St. Christopher), dove già dal 1624 si trovava una piccola piantagione inglese, ma dove risiedeva anche un piccolo numero di francesi, uno dei quali già filibustiere, che avevano piantato tabacco e che gli facevano pensare di impegnarsi egli stesso nell'attività di colono. Belain ripartì per la Francia con un carico di tabacco e ottenne il sostegno del cardinale Richelieu ai suoi piani di prendere possesso di St. Kitts, delle isole Barbados e delle "non ancora cristianizzate" isole dei Caraibi come colonie francesi. Il 31 ottobre 1626 Richelieu concesse alla Compagnie des seigneurs de Saint Christophe (Compagnia dei signori di San Cristoforo), fondata con questo scopo da Belain e Urbain du Roissey, i necessari privilegi e divenne egli stesso socio nell'affare.
Con questa copertura Belain d'Esnambuc e Urbain du Roissey reclutarono 532 potenziali coloni, che, poveri, disoccupati e perseguitati per motivi religiosi, desideravano fuggire, e salparono il 22 febbraio 1627 da Le Havre e Port-Louis verso St. Kitts con le navi Victoire, Trois Rois, Cardinale e Catholique. Un terzo degli emigranti morì di scorbuto e di dissenteria già durante il viaggio. Quando le navi giunsero finalmente a St. Kitts, risultò che i coloni europei, guidati dal capitano inglese Thomas Warner, avevano poco prima eliminato fisicamente la popolazione indigena isolana dei Kalinago. Per il timore di rappresaglie da parte delle isole vicine Warner consentì ai Francesi di insediarsi presso le estremità opposte di St. Kitts, a Capisterre al nord e a Basseterre a sud.

Mappa dell'isola di Saint-Martin

Mappa dell'isola di Saint-Barthélemy

L'isola fu divisa e Belain divenne governatore della prima colonia francese dei Caraibi. I nuovi venuti erano tuttavia già in cattiva salute, che circa un centinaio di loro nel primo mese dal loro arrivo morirono di stenti e i rimanenti furono successivamente decimati dagli stenti e dalle malattie. La Compagnia dei signori di San Cristoforo attendeva solo i primi guadagni per gli imprenditori partecipanti e lasciò i coloni senza aiuto. Belain d'Esnambuc era imbarazzato a vendere tabacco alle navi in arrivo, per guadagnare qualcosa. Thomas Warner al contrario poté già subito far sbarcare 400 nuovi coloni inglesi in miglior salute, ben equipaggiati e riforniti, e questi si installarono anche nelle parti francesi dell'isola.
Nel 1629 una squadra francese dovette imporre il contratto di spartizione dell'isola, ma tra i contrasti fra inglesi e francesi sulla sua interpretazione, gli Spagnoli occuparono e saccheggiarono l'isola. Belain d'Esnambuc e i pochi coloni francesi sopravvissuti fuggirono nelle vicine isole di Saint Martin e  Saint-Barthélemy, ma rientrarono dopo che gli spagnoli se n'erano andati.

### Martinica

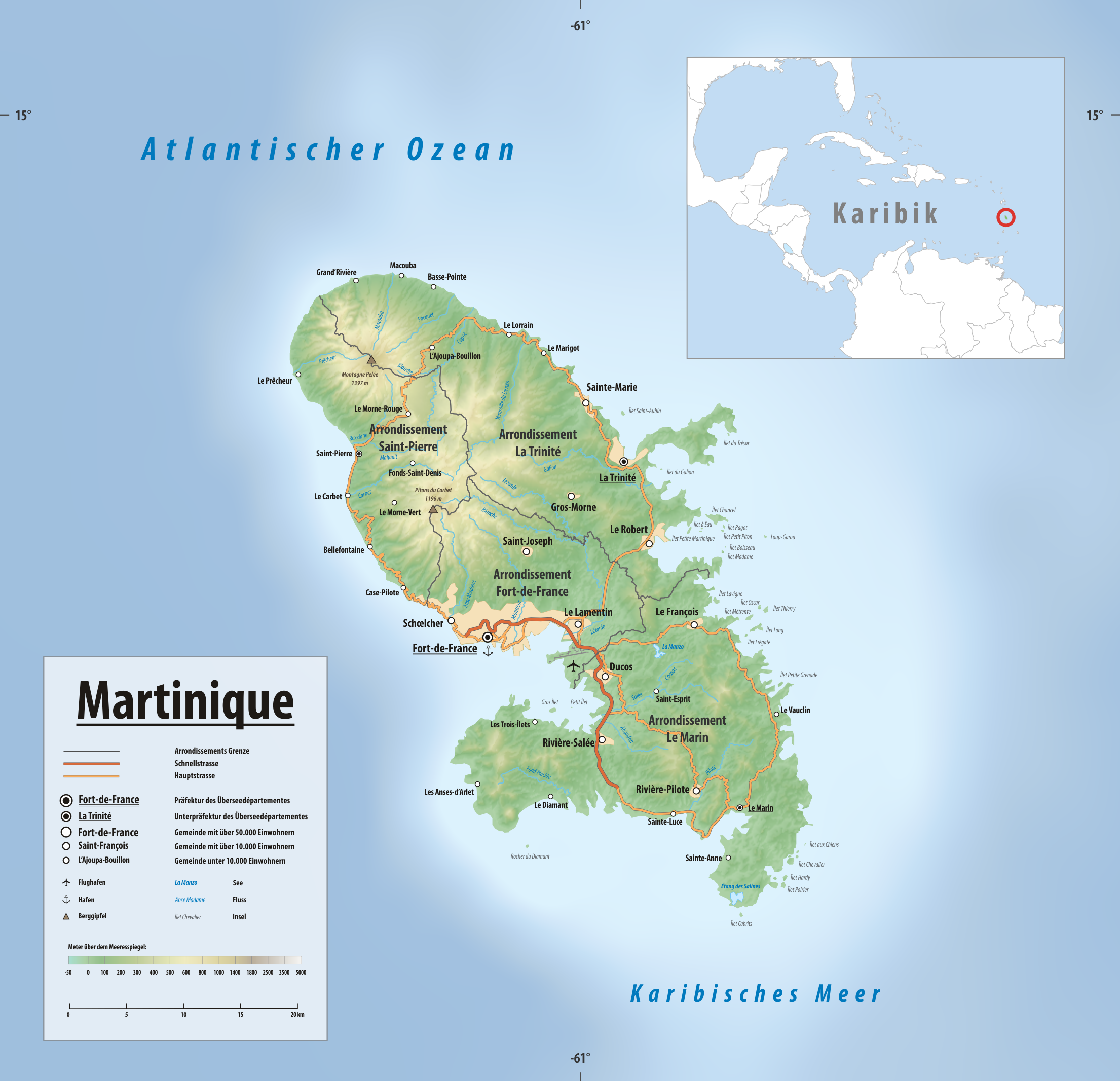
Mappa dell'isola di Martinica

I coloni erano in gran parte originari della Normandia, zona di Dieppe, Honfleur e Le Havre.
Nei successivi dieci anni Belain dedicò le proprie energie a mantenere la parte francese di St. Kitts contro le pretese inglesi e a stabilire altre colonie sulle isole vicine, senza che egli ottenesse un qualche appoggio da parte della Compagnia di San Cristoforo e solo l'isola della Tortuga entrò totalmente in possesso francese nel 1629. Infine Belain rientrò in Francia per lamentarsi personalmente con Richelieu dell'assenza di appoggio da parte della Compagnia, mentre Roissey rinunciò all'impresa. Il 12 febbraio 1635 la Compagnia di San Cristoforo, dietro suggerimento di Belain e per ordine di Richelieu fu trasformata in Compagnie des îles d'Amérique (Compagnia delle isole d'America). Il suo scopo sociale fu la installazione di coloni sulle isole caraibiche non ancora occupate da potenze europee e la conversione dei "Selvaggi" alla religione cattolica romana.
Già il 28 giugno 1635 sbarcarono a Guadalupa due stretti collaboratori di Belain, Charles Liènard de l'Olive e Jean du Plessis d'Ossonville, insieme a 550 futuri coloni francesi. Lo stesso Belain navigò nel luglio 1635, insieme al nipote Jacques Dyel du Parquet e 150 futuri coloni reclutati in Francia, verso sud, raggiungendo all'inizio di settembre l'isola della Martinica ove fondò Saint-Pierre e Fort Royal (l'attuale Fort-de-France). Saint-Pierre divenne la prima colonia stabile francese dei Caraibi. In Novembre Belain salpò da Martinica per la vicina isola Dominica, facendovi erigere un forte e lasciandovi coloni al comando di Philippe Levayer de la Vallée. Questo insediamento tuttavia dovette presto essere abbandonato a causa dell'ostile aggressività degli abitanti Kalinago. Nel gennaio 1636 Belain d'Esnambuc rientrò a St. Kitts.

### Decesso
Belain chiese, per motivi di salute, il permesso di lasciare i Caraibi, ma la sua richiesta non fu accolta, poiché lo si riteneva indispensabile colà. Egli morì così a St. Kitts nel dicembre 1636. Gli succedette come Governatore degli insediamenti francesi nei Caraibi il nipote Jacques Dyel du Parquet (1606–1658), il quale tuttavia rimase nella Martinica e non si occupò delle altre isole.
Nel 1664 il Ministro delle Finanze e della Marina francesi, Jean-Baptiste Colbert liquidò la Compagnia delle isole d'America e le sue proprietà divennero colonie della Corona francese.